# Кіфі
Кі́фі (грец. κυ̑φι) — складна ароматична речовина, що вживалася в Стародавньому Єгипті для обрядових і медичних цілей.

## Назва
Слово κυ̑φι (латинізована форма kyphi) є грецькою адаптацією дав.-єгип. kap-t («пахощі»), що утворене від кореня kap («пахнути», «куритися», «нагрівати», «горіти», «запалювати»). Цей корінь представлений і в індоєвропейських мовах, зі схожими значеннями: пор. санскр. कपि («пахощі»), грец. καπνός («дим»), лат. vapor («пара», «випари», «дим»).

## Історія
Згідно з Плутархом (De Iside et Osiride) і «Судою» (розділ Μανήθως), єгипетський жрець Манефон (бл. 300 до н. е.) написав посібник під назвою «Щодо приготування кіфі» (грец. Περὶ κατασκευη̑ϛ κυφίων), але жодного екземпляра цієї роботи не збереглося. Три рецепти кіфі часів Птолемейської династії викарбувані на стінах храму Едфу і храму у Філах.
Грецькі рецепти кіфі записані Діоскоридом (De materia medica, I, 24), Плутархом (De Iside et Osiride, § 80) і Галеном (De antidotis, II, 2).

## Виробництво
Єгипетські рецепти кіфі містили по шістнадцять інгредієнтів кожний. Діоскорид згадує десять інгредієнтів, спільних для всіх рецептів, Плутарх — шістнадцять, Гален — п'ятнадцять. Число шістнадцять як кількість складових кіфі Плутарх обґрунтовує з математичного погляду.
Ідентифікація деяких інгредієнтів становить труднощі, наприклад, грецькі рецепти згадують ἀσπάλαθος, який римські автори описують як колючий чагарник (aspalathus), але науковці з цим не згодні, стверджуючи, що малася на увазі рослина з родини Метеликові (дрік, рокитник, віничник), Convolvulus scoparius, і Genista acanthoclada. Єгипетські рецепти перелічують назви рослин, ототожнення яких з якимись сучасними не уявляється можливим.
Приготування включало змішування інгредієнтів і їхнє варіння. Отриману речовину скочували в кульки, які використовували в курильницях, а також вживали внутрішньо при захворюваннях печінки й легень.

### Інгредієнти за Діоскоридом
- мед
- вино
- родзинки
- мирра
- ягоди ялівця
- смикавець (грец. κύπειρος)
- терпентин (смола сосни чи терпентинного дерева, грец. ῥητίνη)
- aspalathus (грец. ἀσπάλαθος)
- каламус (дав.-єгип. kanen, івр. קָנֶה, грец. κάλαμος, лат. culmus)
- аїр (грец. σχοῖνος)

### Інгредієнти за Плутархом
Окрім інгредієнтів, перелічених Діоскоридом, згадано ще 6:
- жабриця (грец. σέσελι)
- мастика (грец. σχῖνος)
- асфальт
- щавель
- кардамон
- маленькі ягоди ялівця (?)

### Інгредієнти за Галеном
До інгредієнтів, перелічених Діоскоридом, додано ще 5:
- коричник китайський
- кориця (може бути замінена кардамоном)
- шафран
- бдолах
- нард

### Інгредієнти за єгипетськими рецептами
Окрім інгредієнтів, згаданих Діоскоридом, єгипетські автори називають ще 6:
- коричник китайський
- кориця
- мастика
- м'ята
- хна
- мімоза